# Міран Мухаммад-шах I
Міран Мухаммад-шах I (урду میران محمد شاہ اول; д/н — 4 травня 1537) — 9-й султан Хандешу у 1520—1537 роках.

## Життєпис
Син Мірана Аділ-хана III. Посів трон 1520 року під ім'ям Міран Мухаммад-хан. Згодом почав карбувати срібні монети (танка) за гуджаратським зразком (відомі як музаффарі). 1526 року отримав від свого вуйка і сюзерена — Бахадур-шаха, султана Гуджарату, почесний титул шаха і права на трон Гуджаратського султанату. Тепер став зватися Міран Мухаммад-шах I. 
1527 року до нього по допомогу звернувся берарський султан Імад-шах проти ахмеднагарського султана Бурхан-шаха I, але в битві біля Бурханпура вони зазнали поразки. Тоді хандеський султан звернувся за допомогою до Бахадур-шаха, який 1528 року завдав поразки Ахмеднагарському султанату. 1529 року знову підтвердив зверхність над собою Бахадур-шаха.
1531 і 1532 роках доєднався до гуджаратських військ у військовій кампанії проти Ратан Сінґха II, магарани Мевару. 1531 року також брав участь у поході Бахадур-шаха до Малави, коли було повалено султана Махмуд Шаха II. 1534 року опинився у складній ситуації через вторгнення могольських військ до Малави, але до військових дій справ не дійшла. За наказом Бахадур-шаха султан Міран Мухаммад-шах I зайняв Манду, столицю Малави. Отримав в управління Східну Малаву.
1537 року дізнавшись про смерть Бахадур-шаха, що не залишив спадкоємців, оголосив себе султаном та рушив до Гуджарату. Але на кордоні цього султанату раптово помер. Трон отримав його син Раджа Ахмад-шах.